# 埃夫里
埃夫里（法語：Évry，法語發音：[evʁi] ⓘ）是法国法兰西岛大区埃松省的一个旧市镇，也是该省的原省会，位于巴黎市郊，已于2019年和相邻的库尔库罗讷合并为新市镇埃夫里-库尔库罗讷。埃夫里原为埃松省的省会及埃夫里区的区府，后由埃夫里-库尔库罗讷接替。

## 歷史
埃夫里早於古羅馬時代已有記載，當時屬古羅馬帝國一部分。但直至十九世紀末，埃夫里只是一個小城鎮，人口亦只有數千。隨著巴黎市人口擠迫，法國政府於1965年，把埃夫里列為巴黎市郊的新市鎮。目前埃夫里已有幾萬人口。2019年1月1日，埃夫里和库尔库罗讷合并成为埃松省新的省会埃夫里-库尔库罗讷。

## 地理
埃夫里（48°37'26"N, 2°25'46"E）面积8.33 平方千米，位于法国法蘭西島大區埃松省，该省份为法国北部内陆省份，北起上塞纳省和马恩河谷省，西接厄尔-卢瓦省和伊夫林省，南至卢瓦雷省，东临塞纳-马恩省。
与埃夫里接壤的市镇（或旧市镇、城区）包括：里斯-奥朗日斯、科尔贝伊-埃松、库尔库罗讷、埃蒂奥勒、利斯、塞纳河畔苏瓦西。
埃夫里的时区为UTC+01:00、UTC+02:00（夏令时）。

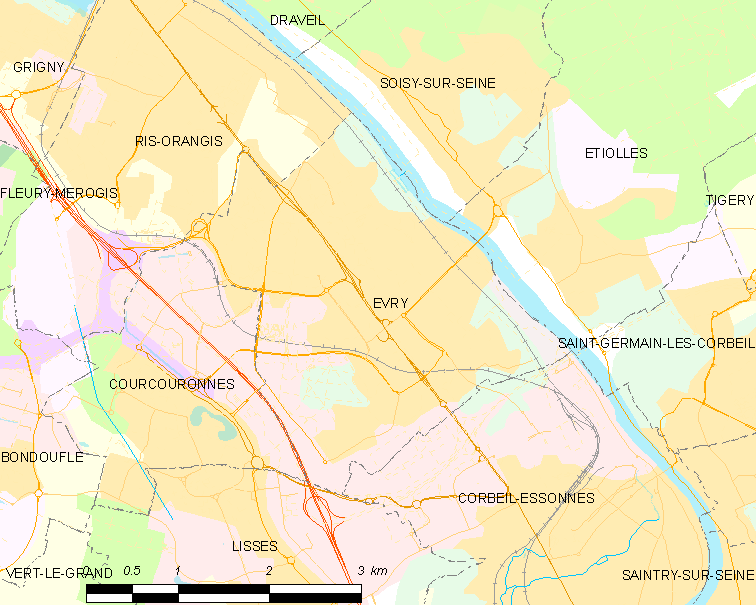
埃夫里的OSM定位图

## 行政
埃夫里的邮政编码为91000，INSEE市镇编码为91228。

## 政治
埃夫里所属的省级选区为埃夫里县。

## 交通

### 鐵路
- 大區快鐵D線：連接巴黎第一區

### 道路
- A6公路

## 人口
埃夫里于2018年1月1日时的人口数量为53641人。
根據法國人口統計，埃夫里人口平均年齡約為26歲，是法國第二最年輕的城鎮。於2011年，城鎮約有7000名兒童就學，全鎮則花約一千萬歐元於教育開支上。
除此之外，全鎮只有三個老人院，並且沒有殯儀館。

1962-2008年间埃夫里人口变化图示

## 友好城市
- 英国 伦敦贝克斯利区
- 波蘭 新塔尔格
- 德国 特罗斯多夫
- 尼加拉瓜 埃斯特利